# Joaquín Sobrino
Joaquín Sobrino Martínez (Posada de Llanes, Asturias, 22 de junio de 1982) es un ciclista español.

## Trayectoria
Debutó como profesional en 2007 con el equipo Relax-GAM.
A principios del 2010 estuvo sin equipo pudiendo correr la Vuelta a Uruguay con el equipo amateur argentino Acme-Colner y diversas pruebas del calendario español con la selección de España, hasta que en junio fichó por el equipo profesional del Caja Rural.

## Palmarés
2008
- 1 etapa de la Vuelta a Navarra
- 1 etapa de la Vuelta a México

2009
- 1 etapa de la Vuelta a Castilla y León

2010 (como amateur)
- 1 etapa de la Vuelta a Asturias

2012
- 1 etapa del Tour de Argelia
- 1 etapa de la Vuelta a Bohemia Meridional

2013
- 1 etapa de los Cinco Anillos de Moscú

## Equipos
- Relax-GAM (2007)
- Burgos Monumental (2008-2009)
- Selección de España (amateur) (2010)
- Caja Rural (2010-2011)[2]
- SP Tableware Cycling Team (2012-2013)[3]
- Team Differdange-Losch (2014)
- Team Inteja-MMR (2015-2016)